# Leonar3Do
Leonar3Do ─ система комп'ютерної графіки, унікальна платформа для тривимірного проєктування. Комбінуючи апаратні і програмні рішення, Leonar3Do пропонує дизайнерам вийти з площини монітора в тривимірний віртуальний простір, одночасно відмовившись від маніпулятора «миша» на користь просторової «пташки». Це найпростіший спосіб створити і візуалізувати віртуальні 3D-об'єкти в реальному просторі, сидячи при цьому перед екраном комп'ютера.
Компанія Leonar3Do, утворена в 2010 році в Будапешті Даніелем Ратаєм, веде розробки систем віртуальної реальності для потреб медицини, стоматології, машинобудування з метою проєктування і складання автомобілів, а також в області дизайну, мистецтва і кіно.[джерело?]

## Технологія та структура
Leonar3Do має такі основні апаратні компоненти:
- Так званий «птах», який є пристроєм просторового введення. Цей пристрій замінює традиційну мишу, яка була спочатку розроблений для 2D плоских розмірів настільних комп'ютерів. Птах має шість ступенів свободи; завдяки цій функції користувач Leonar3Do може не тільки захопити і перемістити весь простір або об'єкт, але також можливе обертання.
- Тривимірні окуляри із вбудованими інфрачервоними світлодіодами, що дозволяє виявити положення окулярів.
- Три датчики, які розташовані у верхній частині дисплея.
- Центральна панель, яка дозволяє двосторонній зв'язок.

Завдання трьох датчиків — відстежувати положення як 3D-окулярів, так і пристрою введення (птах) та надсилати цю інформацію в центральний блок. Центральний блок передає отримані дані на комп'ютер та системне програмне забезпечення Leonar3Do, яке генерує, управляє та відображає середовище віртуальної реальності, вироблене відповідно до оброблених даних.
Користувач сприймає віртуальний об'єкт з будь-якого кута, як реальний. Leonar3Do також має повний комплект для розробки програмного забезпечення, який дозволяє розробляти, мовою програмування, нові програми, засновані на платформі Leonar3Do. За допомогою програмного забезпечення для моделювання Leonar3Do користувачі можуть надавати фізичні атрибути віртуальним об'єктам.

## Комплект апаратних засобів Leonar3Do
- центральна панель
- 3D-окуляри
- птах (пристрій просторового введення)
- 3 датчика
- AVC (аналоговий відеоконтролер)
- DVC (цифровий відеоконтролер)
- Програмне забезпечення та інструкції з експлуатації Leonar3Do

## Продукти та промислові рішення
- Vimensio: навчальне програмне середовище, було побудоване на платформі Leonar3Do, і його головна мета — початкова, середня та вища освіта.

За допомогою Vimensio користувачі можуть створювати середовища віртуальної реальності, моделювання або розробка нових додатків для 3D-VR (віртуальної реальності) для його ефективного вивчення.
- Leonar3Do для 3D-дизайнерів та художників: пропонує інтерактивний та інтуїтивний спосіб 3D-моделювання VR. Це рішення містить програмне забезпечення LeoWorld та програмне забезпечення LeoBrush; також плагін Autodesk Maya вже розроблений для платформи Leonar3Do.
- Leopoly: також була побудована на платформі Leonar3Do, а її головна мета — онлайн-співпраця, скульптурне ліплення та обмін 3D-моделями.

## Програмні додатки
Програмним додаткам потрібен 3D-монітор та комплект набору Leonar3Do Professional Edition або комплект Vimensio, включаючи системне програмне забезпечення Leonar3Do та апаратні елементи.
- LeoWorld: програмне забезпечення для анімації та моделювання 3D VR (віртуальної реальності). Це дозволяє оптимізувати полігони в режимі реального часу, модифікацію блискавки та тривимірне забарвлення. Програмне забезпечення формує геометрію об'єкта в режимі реального часу по мірі перебудови полігонів. Користувачі також можуть надавати фізичні атрибути 3D-віртуальним об'єктам.
- LeoCapture: за допомогою цього програмного забезпечення робочий процес 3D-VR, який здійснює користувач, може бути зроблений у 3D-режимі та представлений (навіть у режимі реального часу) в плоскому 2D-середовищі без 3D-камери та 3D-плеєра. Програмне забезпечення створює точні відеокліпи за допомогою традиційної вебкамери.
- Програмне забезпечення LeoConf: LeoConf є багатокористувацькою версією Leonar3Do. Це означає, що зображення, яке відображається будь-яким додатком Leonar3Do, також можна проектувати в режимі реального часу для аудиторії. LeoConf підходить для створення 3D-демонстрацій чи презентацій для мас людей, як у 3D-кінотеатрі.
- LeoBrush: LeoBrush — це програмне забезпечення для імітації повітряних кистей. Програмне забезпечення перетворює монітор у полотно, і птах може використовуватися як 3D-кисть. Користувач може зберегти завершене створення у різних типах файлів.
- LeoGomoku: це версія 3D віртуальної реальності так званої гри «Tic Tac Toe».
- Програмне забезпечення SDK: програмне забезпечення для розробки додатків, яке дозволяє розробляти нове програмне забезпечення на основі Leonar3Do в робочому середовищі C ++ або OpenGL.
- Плагін Autodesk Maya: Leonar3Do International розробила плагін 3D для програмного забезпечення Autodesk Maya. Плагін дозволяє переглядати оброблювані об'єкти в режимі реального часу 3D без візуалізації. Тонкі зміни можна здійснити саме шляхом маніпулювання вершиною, багатокутником та лицьовими поверхнями.
- Плагін Unity game engine: Плагін для ігрового двигуна Unity дозволяє користувачеві розробити унікальну 3D-гру VR.
- Програмне забезпечення Vimensio: Програмне забезпечення Vimensio було розроблено для навчальних цілей. Він має згадані вище функції Leonar3Do. Крім того, він має інтегроване програмне забезпечення для створення додатків, за допомогою якого користувачі можуть створювати власний навчальний контент. Vimensio також пропонує вбудований, попередньо сконструйований навчальний контент. За допомогою цього програмного забезпечення в 3D-середовищі віртуальної реальності стає можливим навчання, вивчення та демонстрація.

## Історія Leonar3Do
Ще в дитинстві Даніель Ратай вже цікавився побудовою просторового 3D-малюнка. Ця мотивація призвела до створення першого видання Leonar3Do, який виграв другу премію Національного середнього шкільного конкурсу з інновацій (2004). У 2005 році Угорська асоціація інновацій попросила Даніеля представляти Угорщину на фіналі Міжнародної ярмарки науки та техніки Intel (Intel ISEF) (травень 2005 р., Аризона, штат Південна Кароліна). Даніель Ратай та проект Leonar3Do отримали шість перших призів на ярмарку. Того ж року Даніель заснував компанію 3D For All Ltd. (нинішня компанія Leonar3Do International Inc.) як сімейний бізнес. Команді розробників та всій компанії вдалося до 2010 року перетворити винахід Даніеля Ратай на готовий продукт 3D-віртуальної реальності. У 2011 році PortfoLion вклав у бізнес венчурний капітал, що дозволило компанії зробити подальші розробки та розпочати серійне виробництво набору віртуальної реальності Leonar3Do.

## Нагороди
- 2005 р.: Міжнародна науково-технічна виставка (Аризона, Фінікс, травень 2005 р., Intel — ISEF)
  - Винахідник Даніель Ратай та його проект Leonar3Do отримали наступні шість перших призів:

  1. Перше місце: премія IEEE Computer Society Award
  2. Перше місце: премія з інформатики — вручив Фонд Intel
  3. Перше місце: Премія Товариства патентів та торгових марок
  4. Найкраще з категорії: Комп'ютерні науки — презентував Фонд Intel
  5. Нагорода за досягнення Фонду Intel
  6. Премія Сіборга SIYSS.
- 2008 рік:
  - Весна: Даніель Ратай був нагороджений прем'єр-міністром державною премією Молоді березня за його інноваційну діяльність
  - Вересень: Технічна премія (Сан-Хосе, Музей технічних інновацій) у категорії освіти проект Leonar3Do був відзначений одним із п'яти найзначніших нововведень світу. Ця технічна премія вперше була виграна угорським проектом.
- 2009: Премія Pannon Role Model
  - Грудень: Конференція угорських ректорів взяла на себе освітні проект Leonar3Do.
- 2010 рік: Міжнародна премія підприємництва Intelius отримав Leonar3Do, на Глобальному саміті Kairos Society, Нью-Йоркській фондовій біржі.
- 2011: лютий: Людина року — нагорода майбутнього (журнал Blikk)
  - Грудень: нагорода угорської спадщини.
- 2012 рік: Лас-Вегас: Leonar3Do був нагороджений нагородою «Best of CES», Vanquard Marketing, в (Шоу споживчої електроніки).
  - У грудні винахідник Leonar3Do Даніель Ратай отримав премію Docler Holding нового покоління Габора Денеса в парламенті Угорщини.